# Rio Itacambiruçu
Rio Itacambiruçu är ett vattendrag i Brasilien.   Det ligger i delstaten Minas Gerais, i den sydöstra delen av landet, 600 km öster om huvudstaden Brasília.
I omgivningarna runt Rio Itacambiruçu växer huvudsakligen savannskog. Runt Rio Itacambiruçu är det glesbefolkat, med 13 invånare per kvadratkilometer.